# Laisse béton (film)
Pour les articles homonymes, voir Laisse béton.
Laisse béton est un film franco-algérien réalisé par Serge Le Péron et sorti en 1984.

## Synopsis
Au début des années 80, Brian et Nourredine sont deux garçons d"une douzaine d'années de la banlieue parisienne qui sont toujours ensemble. Le père de Brian, ancien rockeur ayant vécu aux États-Unis, où Brian est né, est incarcéré à la prison de la Santé pour quelques larcins, mais dans l'imaginaire de son fils il reste un chanteur rebelle qu'il admire. Nourredine vit dans une famille immigrée, ses parents sont analphabètes et son grand frère, boxeur amateur, le surveille de près. Très débrouillards et indépendants, les deux garçons ont le projet de partir à Los Angeles et pour cela ils économisent en écoulant auprès d'un receleur du quartier les vols qu'ils font régulièrement dans le supermarché local. La police veille et les courses poursuites sont fréquentes avec les bandes de petits voyous qui ont investi le quartier’.

## Fiche technique
- Scénario : Serge Le Péron
- Durée : 88 minutes
- Couleur
- Production :  ONCIC (Algérie), FR3, Les Films de l'Atelier, Marion's Films.
- Sortie : France, 14 mars 1984. (DVD : 2010, P.O.M. Films)

## Distribution
- Julien Gangnet : Brian Moreau
- Khalid Ayadi : Nourredine Ben Cheir
- Youssef Rajay : Jerry Lee Lewis (le jeune caïd du quartier)
- Noëlle Ciccodicola : Mini Meuf (une copine de Brian)
- Manuela Gourary : Huguette Moreau (la mère de Brian)
- Cherir Boudjelal : Rachid Ben Cheikh (le frère de Nourredine)
- Jean-Pierre Kalfon : Gilles More (le père de Brian)
- Christian Bouillette : Mick (le receleur)
- Yann Dedet : M'sieur Messager
- André Julien : 11°5
- Danièle Dubroux : Mlle Duquesne
- Cirylle Spiga : Ludovic, 'le Yougo'
- Daniel Langlet : L'inspecteur Duguet
- William Sabatier : Le directeur de l'école
- Bertrand Migeat : Mme Dumas

## Autour du film
Le film fait la part belle aux anecdotes et aux situations pittoresques de la vie banlieusarde. Proche de ses personnages, il reste toujours attaché à la réalité sociale pour laquelle le réalisateur montre une réelle empathie. L'inspiration autobiographique, l'auteur ayant vécu son enfance dans le quartier de la Porte de Saint-Ouen, et l'ambiance musicale de l'époque est présente tout au long du film.

## Distinctions
- Primé par la fondation Apple pour le 7e Art.